# Paulo Albuquerque
Paulo José de Brito Silva Albuquerque (Macapá, 21 de abril de 1974), mais conhecido pelo nome Paulo Albuquerque é um político brasileiro. Atualmente é filiado ao Partido Social Democrático (PSD).Foi eleito prefeito de Cutias em 2008 pelo PSDB, não se candidatando à reeleiçãoem 2012.Nas eleições de 2018, foi eleito primeiro suplente de senador pelo Amapá na chapa de Lucas Barreto.